# William Jebor
William Jebor (Monrovia, 10 novembre 1991) è un calciatore liberiano, attaccante dell'Al-Quwa Al-Jawiya.

## Caratteristiche tecniche
È una prima punta. Boa di peso e sfondamento.

## Carriera
Nella stagione 2012-2013, con la maglia dell'El Gaish, Jebor era capocannoniere dell'Egyptian Premier League prima che quell'edizione venisse sospesa e cancellata.
Nel calciomercato estivo del 2014 è stato acquistato dal Rio Ave.

## Statistiche

### Cronologia presenze e reti in nazionale
| Cronologia completa delle presenze e delle reti in nazionale ― Liberia | Cronologia completa delle presenze e delle reti in nazionale ― Liberia | Cronologia completa delle presenze e delle reti in nazionale ― Liberia | Cronologia completa delle presenze e delle reti in nazionale ― Liberia | Cronologia completa delle presenze e delle reti in nazionale ― Liberia | Cronologia completa delle presenze e delle reti in nazionale ― Liberia | Cronologia completa delle presenze e delle reti in nazionale ― Liberia | Cronologia completa delle presenze e delle reti in nazionale ― Liberia |
| Data                                                                   | Città                                                                  | In casa                                                                | Risultato                                                              | Ospiti                                                                 | Competizione                                                           | Reti                                                                   | Note                                                                   |
| ---------------------------------------------------------------------- | ---------------------------------------------------------------------- | ---------------------------------------------------------------------- | ---------------------------------------------------------------------- | ---------------------------------------------------------------------- | ---------------------------------------------------------------------- | ---------------------------------------------------------------------- | ---------------------------------------------------------------------- |
| 26-3-2011                                                              | Praia                                                                  | Capo Verde                                                             | 4 – 2                                                                  | Liberia                                                                | Qual. Coppa d'Africa 2012                                              | -                                                                      |                                                                        |
| 14-6-2015                                                              | Lomé                                                                   | Togo                                                                   | 2 – 1                                                                  | Liberia                                                                | Qual. Coppa d'Africa 2017                                              | 1                                                                      |                                                                        |
| 5-9-2015                                                               | Monrovia                                                               | Liberia                                                                | 1 – 0                                                                  | Tunisia                                                                | Qual. Coppa d'Africa 2017                                              | -                                                                      |                                                                        |
| 8-10-2015                                                              | Monrovia                                                               | Liberia                                                                | 1 – 1                                                                  | Guinea-Bissau                                                          | Qual. Mondiali 2018                                                    | 1                                                                      |                                                                        |
| 13-10-2015                                                             | Bissau                                                                 | Guinea-Bissau                                                          | 1 – 3                                                                  | Liberia                                                                | Qual. Mondiali 2018                                                    | 3                                                                      |                                                                        |
| 13-11-2015                                                             | Monrovia                                                               | Liberia                                                                | 0 – 1                                                                  | Costa d'Avorio                                                         | Qual. Mondiali 2018                                                    | -                                                                      |                                                                        |
| 17-11-2015                                                             | Abidjan                                                                | Costa d'Avorio                                                         | 3 – 0                                                                  | Liberia                                                                | Qual. Mondiali 2018                                                    | -                                                                      | 74’                                                                    |
| 29-3-2016                                                              | Monrovia                                                               | Liberia                                                                | 5 – 0                                                                  | Gibuti                                                                 | Qual. Coppa d'Africa 2017                                              | 3                                                                      | 87’                                                                    |
| 5-6-2016                                                               | Monrovia                                                               | Liberia                                                                | 2 – 2                                                                  | Togo                                                                   | Qual. Coppa d'Africa 2017                                              | 1                                                                      |                                                                        |
| 4-9-2016                                                               | Monastir                                                               | Tunisia                                                                | 4 – 1                                                                  | Liberia                                                                | Qual. Coppa d'Africa 2017                                              | -                                                                      |                                                                        |
| 9-9-2018                                                               | Monrovia                                                               | Liberia                                                                | 1 – 1                                                                  | RD del Congo                                                           | Qual. Coppa d'Africa 2019                                              | 1                                                                      | Cap.                                                                   |
| 11-9-2018                                                              | Monrovia                                                               | Libano                                                                 | 1 – 2                                                                  | Nigeria                                                                | Amichevole                                                             | -                                                                      | 76’                                                                    |
| 11-10-2018                                                             | Brazzaville                                                            | Rep. del Congo                                                         | 3 – 1                                                                  | Liberia                                                                | Qual. Coppa d'Africa 2019                                              | -                                                                      | Cap.                                                                   |
| 16-10-2018                                                             | Monrovia                                                               | Liberia                                                                | 2 – 1                                                                  | Rep. del Congo                                                         | Qual. Coppa d'Africa 2019                                              | 1                                                                      | Cap. 86’                                                               |
| 18-11-2018                                                             | Monrovia                                                               | Liberia                                                                | 1 – 0                                                                  | Zimbabwe                                                               | Qual. Coppa d'Africa 2019                                              | 1                                                                      | Cap.                                                                   |
| 24-3-2019                                                              | Kinshasa                                                               | RD del Congo                                                           | 1 – 0                                                                  | Liberia                                                                | Qual. Coppa d'Africa 2019                                              | -                                                                      |                                                                        |
| 26-3-2019                                                              | Abidjan                                                                | Costa d'Avorio                                                         | 1 – 0                                                                  | Liberia                                                                | Amichevole                                                             | -                                                                      | Cap.                                                                   |
| 9-10-2019                                                              | Monrovia                                                               | Liberia                                                                | 1 – 0                                                                  | Ciad                                                                   | Qual. Coppa d'Africa 2023                                              | -                                                                      | 56’                                                                    |
| 25-9-2022                                                              | Alessandria d'Egitto                                                   | Niger                                                                  | 0 – 0                                                                  | Liberia                                                                | Amichevole                                                             | -                                                                      | 64’                                                                    |
| 27-9-2022                                                              | Alessandria d'Egitto                                                   | Egitto                                                                 | 3 – 0                                                                  | Liberia                                                                | Amichevole                                                             | -                                                                      | 77’                                                                    |
| 24-3-2023                                                              | Soweto                                                                 | Sudafrica                                                              | 2 – 2                                                                  | Liberia                                                                | Qual. Coppa d'Africa 2023                                              | -                                                                      | Cap. 72’                                                               |
| 28-3-2023                                                              | Monrovia                                                               | Liberia                                                                | 1 – 2                                                                  | Sudafrica                                                              | Qual. Coppa d'Africa 2023                                              | 1                                                                      | Cap.                                                                   |
| 12-9-2023                                                              | Accra                                                                  | Ghana                                                                  | 3 – 1                                                                  | Liberia                                                                | Amichevole                                                             | -                                                                      | Cap.                                                                   |
| 14-10-2023                                                             | Khouribga                                                              | Liberia                                                                | 2 – 3                                                                  | Libia                                                                  | Amichevole                                                             | -                                                                      | 76’                                                                    |
| 17-10-2023                                                             | Agadir                                                                 | Marocco                                                                | 3 – 0                                                                  | Liberia                                                                | Qual. Coppa d'Africa 2023                                              | -                                                                      | Cap. 88’                                                               |
| 17-11-2023                                                             | Monrovia                                                               | Liberia                                                                | 0 – 1                                                                  | Malawi                                                                 | Qual. Mondiali 2026                                                    | -                                                                      | 64’                                                                    |
| 20-11-2023                                                             | Monrovia                                                               | Liberia                                                                | 3 – 0 tav                                                              | Guinea Equatoriale                                                     | Qual. Mondiali 2026                                                    | -                                                                      | Cap. 73’                                                               |
| Totale                                                                 |                                                                        | Presenze                                                               | 27                                                                     |                                                                        | Reti                                                                   | 13                                                                     |                                                                        |

## Palmarès

### Club

#### Competizioni nazionali
- Campionato libico: 1

Al-Ahly Tripoli: 2013-2014
- Campionato marocchino: 1

Wydad Casablanca: 2016-2017